# Karin Jørgensen (Badminton)
Karin Jørgensen (* um 1943; † 2013; geborene Karin Rasmussen) war eine dänische Badmintonspielerin. Ulla Strand war ihre Schwester.

## Werdegang
Karin Jørgensen gewann zweimal die All England und stand weitere dreimal im Finale dieser prestigeträchtigen Veranstaltung. Des Weiteren gewann sie die Nordischen Meisterschaften, German Open, Swedish Open, Norwegian International und die Dutch Open. Bei der Europameisterschaft 1970 erkämpfte sie sich Bronze.

## Sportliche Erfolge
| Saison    | Veranstaltung                                    | Disziplin   | Platz | Name                                                                   |
| --------- | ------------------------------------------------ | ----------- | ----- | ---------------------------------------------------------------------- |
| 1954/1955 | Dänemark: Einzelmeisterschaften der Junioren U17 | Dameneinzel | 1     | Karin Rasmussen, KBK                                                   |
| 1956/1957 | Dänemark: Einzelmeisterschaften der Junioren U19 | Dameneinzel | 1     | Karin Rasmussen, KBK                                                   |
| 1957/1958 | Dänemark: Einzelmeisterschaften der Junioren U19 | Dameneinzel | 1     | Karin Rasmussen, KBK                                                   |
| 1958/1959 | Deutschland: Internationale Meisterschaften      | Damendoppel | 2     | Karin Rasmussen/Annette Schmidt                                        |
| 1959      | Dutch Open                                       | Dameneinzel | 1     | Karin Rasmussen                                                        |
| 1961      | Dutch Open                                       | Damendoppel | 1     | Hanne Jensen/Karin Rasmussen                                           |
| 1961/1962 | Dänemark: Einzelmeisterschaften                  | Damendoppel | 1     | Karin Jørgensen/Ulla Rasmussen, Københavns BK                          |
| 1961/1962 | Dänemark: Einzelmeisterschaften                  | Dameneinzel | 1     | Karin Jørgensen, Københavns BK                                         |
| 1962      | All England                                      | Damendoppel | 2     | Karin Jørgensen/Ulla Rasmussen                                         |
| 1962      | Nordische Meisterschaften                        | Damendoppel | 1     | Karin Jørgensen/Ulla Rasmussen                                         |
| 1962      | Nordische Meisterschaften                        | Dameneinzel | 1     | Karin Jørgensen                                                        |
| 1962/1963 | Dänemark: Einzelmeisterschaften                  | Damendoppel | 1     | Karin Jørgensen/Ulla Rasmussen, Københavns BK                          |
| 1962/1963 | Dänemark: Einzelmeisterschaften                  | Dameneinzel | 2     | Karin Jørgensen Københavns BK                                          |
| 1963      | All England                                      | Damendoppel | 2     | Karin Jørgensen/Ulla Rasmussen                                         |
| 1963      | German Open                                      | Damendoppel | 1     | Karin Jørgensen/Ulla Rasmussen                                         |
| 1963      | Swedish Open                                     | Damendoppel | 1     | Karin Jørgensen/Ulla Rasmussen                                         |
| 1963      | Nordische Meisterschaften                        | Damendoppel | 1     | Karin Jørgensen/Ulla Rasmussen                                         |
| 1963/1964 | Dänemark: Einzelmeisterschaften                  | Damendoppel | 1     | Karin Jørgensen/Ulla Rasmussen, Københavns BK                          |
| 1964      | All England                                      | Damendoppel | 1     | Karin Jørgensen/Ulla Rasmussen                                         |
| 1964/1965 | Dänemark: Einzelmeisterschaften                  | Damendoppel | 1     | Karin Jørgensen/Ulla Rasmussen, Københavns BK                          |
| 1965      | Nordische Meisterschaften                        | Damendoppel | 1     | Karin Jørgensen/Ulla Strand                                            |
| 1965      | Swedish Open                                     | Damendoppel | 1     | Karin Jørgensen/Ulla Rasmussen                                         |
| 1965      | All England                                      | Damendoppel | 1     | Karin Jørgensen/Ulla Rasmussen                                         |
| 1965      | Denmark Open                                     | Damendoppel | 1     | Karin Jørgensen/Ulla Strand                                            |
| 1965/1966 | Dänemark: Einzelmeisterschaften                  | Damendoppel | 1     | Karin Jørgensen/Ulla Strand, Københavns BK                             |
| 1966      | Nordische Meisterschaften                        | Damendoppel | 1     | Karin Jørgensen/Ulla Strand                                            |
| 1966      | All England                                      | Damendoppel | 2     | Karin Jørgensen/Ulla Strand                                            |
| 1968/1969 | Dänemark: Einzelmeisterschaften                  | Damendoppel | 1     | Karin Jørgensen, Københavns BK/Lizbeth von Barnekow, Charlottenlund BK |
| 1969      | Norwegian International                          | Damendoppel | 1     | Jette Føge/Karin Jørgensen                                             |
| 1969/1970 | Dänemark: Einzelmeisterschaften                  | Damendoppel | 1     | Karin Jørgensen/Ulla Strand, Københavns BK                             |
| 1970      | Europameisterschaft                              | Damendoppel | 3     | Karin Jørgensen/Anne Berglund                                          |
| 1970/1971 | Dänemark: Einzelmeisterschaften                  | Damendoppel | 1     | Karin Jørgensen/Ulla Strand, Københavns BK                             |